# Instituut voor Technologie van Tokio
Het Instituut voor Technologie van Tokio (Japans: 東京工業大学, Romaji: Tōkyō Kōgyō Daigaku), vaak afgekort tot Tokodai, TITech of Tokyo Tech, is een universiteit in de Japanse stad Tokio. Het is het grootste nationale instituut in Japan voor wetenschap en technologie, en wordt beschouwd als een van de meest prestigieuze universiteiten in Japan.
Op 1 oktober 2024 fuseerde het college met de Tokyo Medical and Dental University om samen een instelling voor hoger onderwijs te worden, het Instituut voor Wetenschap van Tokio.

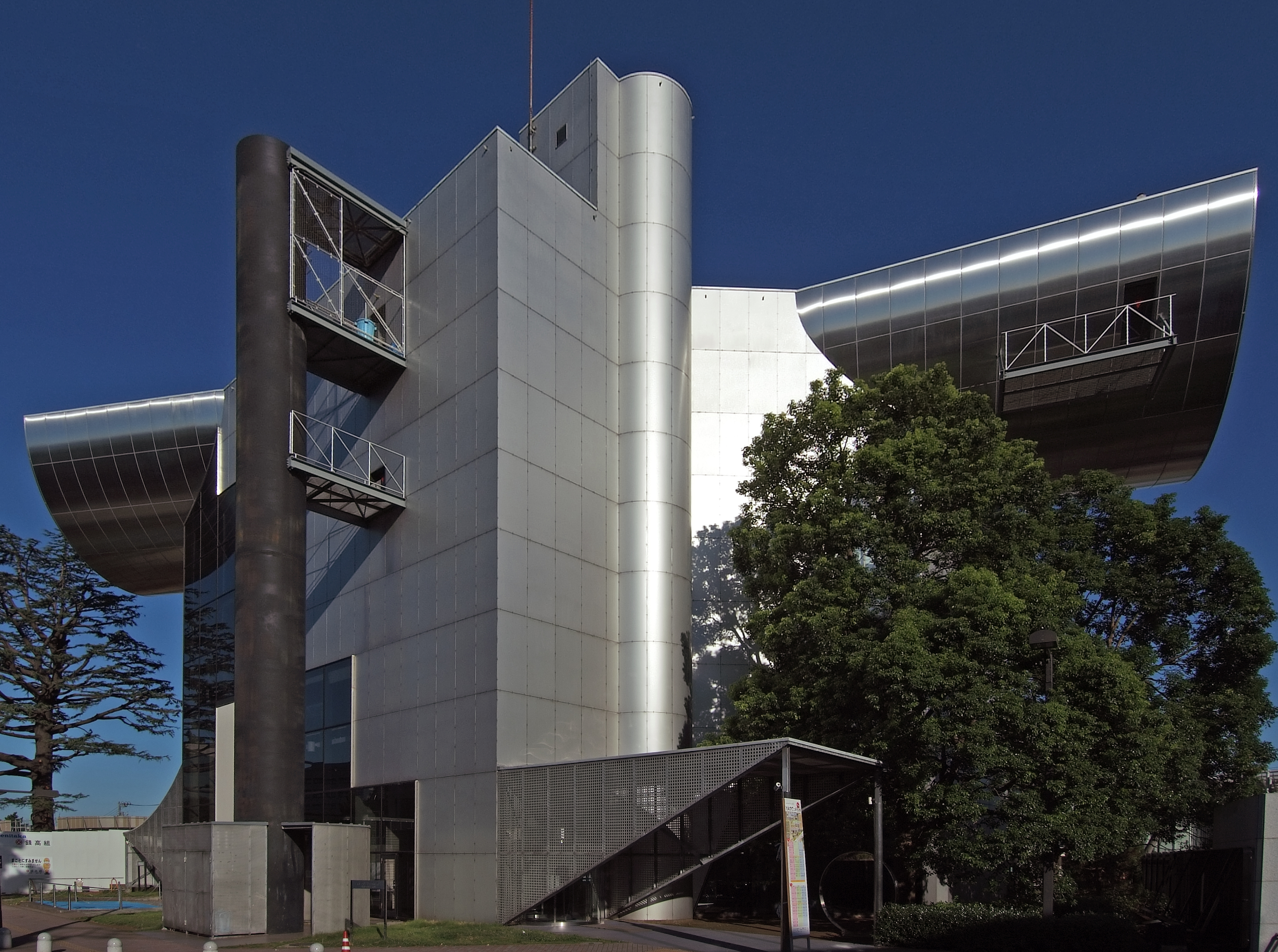
De Centennial Hall in Ōokayama.

## Geschiedenis
De universiteit werd in 1881 opgericht als College van Werk en Opleiding van Tokio (東京職工学校, Tōkyō shokkō gakkō). Het was, naast de Universiteit van Tokio, de eerste technische staatsschool in Japan. In 1890 kreeg het de naam Technische School van Tokio, en in 1901 ontwikkelde het zich tot Technische Hogeschool van Tokio (東京高等工業学校, Tōkyō kōtō kōgyō gakkō).
In 1923 verwoestte de grote Kanto-aardbeving de schoolgebouwen en in 1924 verhuisde de school van de oorspronkelijke locatie naar de huidige Ōokayama-campus. In 1929 werd ze een wettige daigaku (universiteit) en is omgedoopt tot Tokyo Technical University.

## Faculteiten
- Techniek
- Chemie
- Natuurwetenschappen
- Computerwetenschappen
- Ingenieurswetenschappen
- Biowetenschappen en biotechnologie

## Bekende alumni
- Hideki Shirakawa (1936), scheikundige, Nobelprijs voor Chemie (2000)
- Satoru Iwata (1959–2015), CEO van Nintendo
- Naoto Kan (1946), politicus
- Tetsuo Saitō (1952), politicus
- Shinohara Kazuo (1925–2006), architect